# Lista över avsnitt av Tre Kronor
Detta är en avsnittsguide till TV-serien Tre Kronor som sändes i 123 avsnitt under tio säsonger mellan 21 september 1994 och 7 april 1999 i TV4.

## Säsonger
{{}}
| Säsong | Säsong | Avsnitt | Säsongsstart      | Säsongsavslutning |
| ------ | ------ | ------- | ----------------- | ----------------- |
|        | 1      | 1-13    | 21 september 1994 | 14 december 1994  |
|        | 2      | 14-26   | 25 januari 1995   | 3 maj 1995        |
|        | 3      | 27-39   | 27 september 1995 | 27 december 1995  |
|        | 4      | 40-51   | 31 januari 1996   | 17 april 1996     |
|        | 5      | 52-63   | 11 september 1996 | 27 november 1996  |
|        | 6      | 64-75   | 29 januari 1997   | 16 april 1997     |
|        | 7      | 76-87   | 24 september 1997 | 10 december 1997  |
|        | 8      | 88-99   | 11 februari 1998  | 29 april 1998     |
|        | 9      | 100-111 | 23 september 1998 | 9 december 1998   |
|        | 10     | 112-123 | 20 januari 1999   | 7 april 1999      |

| DVD-box | DVD-box | Avsnitt | Releasedatum     |
| ------- | ------- | ------- | ---------------- |
|         | 1       | 1-20    | 10 november 2010 |
|         | 2       | 21-40   | 8 december 2010  |
|         | 3       | 41-60   | 29 december 2010 |
|         | 4       | 61-80   | 12 januari 2011  |
|         | 5       | 81-100  | 9 februari 2011  |
|         | 6       | 101-123 | 9 mars 2011      |

### Säsong 1
| Nr | Regissör           | Författare        | Sändningsdatum    | Tittarsiffror |
| --- | ------------------ | ----------------- | ----------------- | ------------- |
| "1 - 101" | Christian Wikander | Liselott Svensson | 21 september 1994 | 1 466 000     |
| Hans Wästberg får en överraskning på basaren som anordnas av idrottsföreningen. Till basaren anländer TV-stjärnan Leif "Loket" Olsson för att delta som auktionsutropare. Prästen Kaj Lindgren flyttar tillsammans med sina adoptivbarn, och Reine Gustavsson slarvar bort hans flyttlass. Gäst: Leif "Loket" Olsson som sig själv. |                    |                   |                   |               |
| "2 - 102" | Christian Wikander | Carolina Falck    | 28 september 1994 | 1 098 000     |
| Hans Wästberg fick sparken på sin 50-årsdag och nu vet han inte vad han ska göra. Prästen Kaj gömmer en flykting som kriminalinspektör Lena Sjökvist samtidigt letar efter. Lisen Wästberg blir förälskad i Taggen. Det visar sig att "mälarkungen" Reine Gustavsson är otrogen mot Mimmi. Men finns det fler älskarinnor?          |                    |                   |                   |               |
| "3 - 103" | Christian Wikander | Anders Joost      | 5 oktober 1994    | 1 072 000     |
| Hans Wästberg har ännu inte vågat berätta för sin familj att han har fått sparken. När Leif bjuder hem några flyktingar på middag upptäcker Lena att hon är mer än lovligt engagerad och dottern Sanna blir osams med den unge Abby. "Mälarkungen" Reine Gustavsson får besök av en frågvis journalist.                             |                    |                   |                   |               |
| "4 - 104" | Göran Carmback     | Åsa Furuhagen     | 12 oktober 1994   | 1 226 000     |
| Prästen Kaj får anledning att pumpa den före detta dansbandssångerskan Pilla Frisk på närmare information, när hon hotas till livet av sin förre man. Familjen Gustavsson får oväntat tillskott. Jimmys pappa dyker plötsligt upp - direkt från torken.                                                                             |                    |                   |                   |               |
| "5 - 105" | Göran Carmback     | Hans Rosenfeldt   | 19 oktober 1994   | 1 550 000     |
| Polisen Leifs kollega, Torsten, ställer till problem i familjen Sjökvist. Är Torsten verkligen den rättrådige polis som Leif tror? Civilingenjör Hans Wästberg balanserar på slak lina. Hur länge ska han kunna hålla masken? Till och med barnen börjar misstänka att något är på tok.                                             |                    |                   |                   |               |
| "6 - 106" | Göran Carmback     | Carolina Falck    | 26 oktober 1994   | 1 599 000     |
| Före detta civilingenjör Hans Wästberg är avslöjad och erkänner allt - att han fått sparken från jobbet och att han har förlorat 100 000 kr på sommarhuset. Sanna vet inte riktigt vad hon ska tycka om flyktingpojken Abby. Men under hans tuffa yta finns ett varmt hjärta.                                                       |                    |                   |                   |               |
| "7 - 107" |                    |                   | 2 november 1994   | 1 784 000     |
| "8 - 108" |                    |                   | 9 november 1994   | 1 673 000     |
| Mälarvikens stolta jägare är spända inför jakten. Vem skjuter första rådjuret? Familjen Sali har fått veta att de inte får stanna i Sverige. Kommer de att gå under jorden? Samtidigt försöker Sanna bestämma sig för om hon ska berätta för sina kompisar om sig och Abby.                                                         |                    |                   |                   |               |
| "9 - 109" |                    |                   | 16 november 1994  | 1 818 000     |
| Gunvor har bestämt sig för att träffa en man som har svarat på hennes kontaktannons. Pilla räddades av Taggen och Alva när Sten försökte hoppa på henne. Ska han hämnas på barnen? Sanna mobbas av sina kompisar för att hon har varit med Abby.                                                                                    |                    |                   |                   |               |
| "10 - 110" |                    |                   | 23 november 1994  | 1 636 000     |
| Hur mår Hans Wästberg egentligen? Det kanske är dags för honom att besöka en läkare. Gunvor vet inte om hon vågar berätta att det var Verner hon träffade genom kontaktannonsen. Kaj slog till slut ner Sten. |                    |                   |                   |               |
| "11 - 111" |                    |                   | 30 november 1994  | 1 337 000     |
| "12 - 112" |                    |                   | 7 december 1994   | 1 649 000     |
| Mimmi har fått veta att Agneta väntar barn med Reine - ett dubbelt svek. Leif och Torsten har anmält varandra för misshandel och Lena håller på att äventyra hela sin familjs framtid. |                    |                   |                   |               |
| "13 - 113" |                    |                   | 14 december 1994  | 1 791 000     |
| Lena tvingades till slut avslöja flyktingarnas gömställe och nu ångrar hon sig. Hans Wästberg är nu skyldig Mälarviken IF 200 000 kr. Säsongen avslutas dramatiskt med att Hans Wästberg rånar posten och vådaskjuter sin son Klimax som faller ihop i en hög på golvet.                                                            |                    |                   |                   |               |

### Säsong 2
| Nr | Sändningsdatum   | Tittarsiffror |
| --- | ---------------- | ------------- |
| "14 - 201" | 25 januari 1995  | 1 703 000     |
| Hans sitter i häktet för rånet och skottlossningen och Klimax ligger på sjukhus för sina skottskador. Familjen Wästberg är i upplösning. Latisha skapar problem för Sjökvist.  |                  |               |
| "15 - 202" | 1 februari 1995  | 1 695 000     |
| Klimax klarade sig och Pilla blir nobbad av skivbolaget och tar hjälp av Kaj.                                                                                                  |                  |               |
| "16 - 203" | 8 februari 1995  | 1 833 000     |
| Katarina börjar jobba på Leifs jobb och det skapar konflikter. Klimax får reda på att han drabbats av förlamning.                                                              |                  |               |
| "17 - 204" | 15 februari 1995 | 1 702 000     |
| Reine har besökt Sankt Petersburg och har med sig en överraskning. Pilla vet inte om hon kan lita på Brian Andersson.                                                          |                  |               |
| "18 - 205" | 22 februari 1995 | 1 850 000     |
| Familjen Gustavsson blir chockad och Reine tänker gifta sig med Olga från Ryssland. Katta blir kär Leif.                                                                       |                  |               |
| "19 - 206" | 1 mars 1995      | 1 742 000     |
| Klimax försöker begå självmord. Verner oroar sig för Gunvor som beter sig konstigt.                                                                                            |                  |               |
| "20 - 206" | 8 mars 1995      | 1 905 000     |
| Ungdomarna försöker langa fram alkohol till lucia. Klimax ligger fortfarande på sjukhuset och Kändisjournalen planerar ett besök hos prästen.                                  |                  |               |
| "21 - 207" | 15 mars 1995     | 1 806 000     |
| Klimax kommer hem från sjukhuset. Pila reser bort under julen så Birgitta får besök av Kaj. Mimmi får reda på att Martin gillar Bimbo. Reine säljer julskinkan till extrapris. |                  |               |
| "22 - 208" | 22 mars 1995     | 1 858 000     |
| Salongo Sali inviger sin restaurang. Leif och Lena har hamnat en kris och Verner försöker ta reda på varför Gunvor pratar om sin gamla make.                                   |                  |               |
| "23 - 209" | 5 april 1995     | 1 575 000     |
| Ungdomarna planerar nyårsfest hos Wästberg. Pillas familj planerar en kryssning till Åland medan Reine och Olgas bröllop förbereds.                                            |                  |               |
| "24 - 210" | 12 april 1995    | 1 488 000     |
| Alva planerar att börja jobba och avbryta studierna. Leif lägger sig med Katarina och Olga och Jimmy har ett förhållande.                                                      |                  |               |
| "25 - 211" | 19 april 1995    | 1 618 000     |
| Reine får reda på att Jimmy och Olga har ett förhållande vilket leder till att Reine tänker slå ihjäl Jimmy. Birgitta erkänner att hon är attraherad av Kaj.                   |                  |               |
| "26 - 212" | 3 maj 1995       | 1 333 000     |
| Bimbo får reda på att hon väntar barn, något som Klimax inte vet om ännu. Reine har fått en son och en svärdotter och nu planeras bröllop mellan Jimmy och Olga.               |                  |               |

### Säsong 3
| Nr | Sändningsdatum    | Tittarsiffror |
| --- | ----------------- | ------------- |
| "27 - 301" | 27 september 1995 | 1 691 000     |
| "28 - 302" | 4 oktober 1995    | 1 604 000     |
| Ungdomarna befinner sig på ett konfirmationsläger med Kaj. I Mälarviken anordnas det tjejmiddag och Reine vill ta tillbaka Mimmi.                                                        |                   |               |
| "29 - 303" | 11 oktober 1995   | 1 771 000     |
| Sanna såg något på konfirmationsresan som Bimbo blir chockad över. Bröderna Gustavsson försöker fria.                                                                                    |                   |               |
| "30 - 304" | 18 oktober 1995   | 1 711 000     |
| Birgitta vill inte tro att Kaj har umgåtts med Lisen då Bimbo berättar det. Leif mår inte bra då hans jobbsökande inte går så bra.                                                       |                   |               |
| "31 - 305" | 25 oktober 1995   | 1 792 000     |
| Reine vill ta reda på allt om Jimmy. Kaj funderar över om han ska berätta vad han anklagas för. Någon stjäl pengar ur Tre kronor men ingen vet vem.                                      |                   |               |
| "32 - 306" | 1 november 1995   | 1 749 000     |
| Kaj mår inte bra då ingen tror honom. Kent får en ursäkt av Kent som han inte accepterar och på kvällen flyr Olga.                                                                       |                   |               |
| "33 - 307" | 15 november 1995  | 1 771 000     |
| Bimbo ska föda och Reine vågar inte berätta om faderskapet och Jimmy. Historien om Kaj i Enköping kommer på tal.                                                                         |                   |               |
| "34 - 308" | 22 november 1995  | 2 004 000     |
| Bimbo och Klimax åker hem från sjukhuset. Bengt Kassler dyker upp på Tre Kronor medan Reine försöker prata med Kent och Jimmy. Kajs utredning fortsätter.                                |                   |               |
| "35 - 309" | 29 november 1995  | 1 870 000     |
| Bengt ger inte upp så Kent tar till en plan. Sanna försöker hos Kaj ta reda på vad som hänt med Lisen men får ingen framgång. Jimmy försöker ta reda på vad Olga gör på kvällarna.       |                   |               |
| "36 - 310" | 6 december 1995   | 1 733 000     |
| Lena fortsätter sin undersökning om Kaj. Kassler tröttnar på kampen om Tre Kronor men det gör inte personalen.                                                                           |                   |               |
| "37 - 311" | 13 december 1995  | 2 018 000     |
| Kajs rättegång startar men Sanna som ska vittna får problem. Salongo gör ett stort misstag då han litade på fel person medan Olga och Jimmy är överens.                                  |                   |               |
| "38 - 312" | 20 december 1995  | 2 077 000     |
| Kaj har hamnat i häktet medan Olga får hjälp av Reine utan framgång. Katta är svartsjuk på Leif och Wästberg ska ha bröllop.                                                             |                   |               |
| "39 - 313" | 27 december 1995  | 2 304 000     |
| Kaj blir friad men familjen funderar på att flytta. Gunvor hamnar på sjukhuset och Katta flyttar ut. Säsongen får ett brutalt slut när basketlaget hamnar i en busskrasch och Bimbo dör. |                   |               |

### Säsong 4
| Nr | Sändningsdatum   | Tittarsiffror |
| --- | ---------------- | ------------- |
| "40 - 401" | 31 januari 1996  | 1 962 000     |
| Basketlaget hamnar i en stor busskrasch men ingen vet som är skuld till det. En främling kliver av tåget i Mälarviken.                                                              |                  |               |
| "41 - 402" | 7 februari 1996  | 2 003 000     |
| Kaj och Klimax hämtar ett ömtåligt paket. Mimmi och Jimmy tänker starta ett eget företag och Sanna träffar en ny människa.                                                          |                  |               |
| "42 - 403" | 14 februari 1996 | 1 808 000     |
| Mimmi och Jimmy funderar på vad de ska ha för företag. Maja försöker ta reda på vad som hänt med Bimbos aska.                                                                       |                  |               |
| "43 - 404" | 21 februari 1996 | 1 982 000     |
| Katta får hjälp med målningen av Bamse och Sanna går på bio. Birgitta besöker en kontaktförmedling medan Klimax får besök från socialen.                                            |                  |               |
| "44 - 405" | 28 februari 1996 | 1 849 000     |
| Verner får en stor inkomst och Pablo lämnar Mälarviken. Katta får reda på vad hennes pojkvän gör.                                                                                   |                  |               |
| "45 - 406" | 6 mars 1996      | 2 032 000     |
| Katta funderar om hon ska ge upp Bamse och Reine funderar om han verkligen kan besöka jobbet. Sanna besöker Samurajs lokal trots att hon inte får, medan Birgitta går på blinddejt. |                  |               |
| "46 - 407" | 13 mars 1996     | 1 669 000     |
| Agneta återhämtar sig och grabbarna går och fiskar medan tjejerna är på bjudning hos Pilla. Gunvor passar på att bjuda Vivi på middag.                                              |                  |               |
| "47 - 408" | 20 mars 1996     | 1 959 000     |
| Reine besöker en terapeut och Alva arbetar på sitt skolarbete om föräldraskap. Birgitta har en dejt igen som inte alls blir som den förra.                                          |                  |               |
| "48 - 409" | 27 mars 1996     | 1 847 000     |
| I Tre Kronor anordnar Abby och Agneta en talangjakt medan Kaj tror att Pilla varit otrogen. Katta börjar känna sig förföljd.                                                        |                  |               |
| "49 - 410" | 3 april 1996     | 2 203 000     |
| Föräldrarna är inte pigga på ungdomarnas planer inför lucia. Bamse träffar kriminella och Bruno har med sig illegala pengar.                                                        |                  |               |
| "50 - 411" | 10 april 1996    | 2 169 000     |
| Under julen försöker Bruno få tillbaka Bamse till Samurajerna. Fler än Reine blir intresserade av Vernes pengar och Mimmi kommer tillbaka från Spanien.                             |                  |               |
| "51 - 412" | 17 april 1996    | 1 830 000     |
| Pilla och Kaj ska ha bröllop medan Gustav får ingen framgång hos Birgitta då hon tror att han är otrogen. Reines problem löser sig medan Bamse måste stanna hemma.                  |                  |               |

### Säsong 5
| Nr | Sändningsdatum    | Tittarsiffror |
| --- | ----------------- | ------------- |
| "52 - 501" | 11 september 1996 | 1 918 000     |
| Mälarviken får nya grannar och Birgitta blir glad över att få träffa sin väninna. Klimax blir orolig över Gustav och en ny tjej besöker Mimmiburger medan Stens psykolog har ett samtal om Pilla.  |                   |               |
| "53 - 502" | 18 september 1996 | 1 973 000     |
| Bärnsten anordnar en fest och anlitar Reine. Bamse öppnar en pizzeria medan Pilla fattar ett viktigt och svårt beslut.                                                                             |                   |               |
| "54 - 503" | 25 september 1996 | 1 903 000     |
| Reine börjar på ett nytt jobb och Pamelas hemlighet avslöjas av Gunvor medan Lindgren får besök av Sten.                                                                                           |                   |               |
| "55 - 504" | 2 oktober 1996    | 1 912 000     |
| Charlie börjar jobba på UD och Steffo besöker Mälarviken. Reine försöker sätta Bamse i konkurs medan Gustav försöker berätta för Birgitta om sin sjukdom.                                          |                   |               |
| "56 - 505" | 9 oktober 1996    | 1 561 000     |
| Reine försöker sätta dit Bamse medan Gustavsson blir Pamelas nya kontaktfamilj. Taggen tröttnar på Viktoria medan Katta inte vill veta av Steffo.                                                  |                   |               |
| "57 - 506" | 16 oktober 1996   | 1 983 000     |
| Damerna åker till Åland medan Reine intervjuas av radion. Kaj får reda på vad Gustav har för hemlighet och Alva och Jojje ska åka till Bryssel medan Victoria ska ha en fest.                      |                   |               |
| "58 - 507" | 23 oktober 1996   | 2 204 000     |
| "59 - 508" | 30 oktober 1996   | 2 090 000     |
| Gustav blir inblandad i en narkotikaaffär och Kaj vet inte om han ska bryta sin tystnadsplikt. Reine och Mimmi blir provocerade av Pamela och Viktoria langar åt Steffo.                           |                   |               |
| "60 - 509" | 6 november 1996   | 2 125 000     |
| Gustav är försvunnen och Kaj hjälper Birgitta att hitta honom. Pengarna från rånet kommer fram igen och Reine värvar medlemmar för Mälarleden.                                                     |                   |               |
| "61 - 510" | 13 november 1996  | 2 180 000     |
| Pilla får ont i magen medan Pamela börjar jobba på Närköp utan lön. Katta tror att Agneta har ett förhållande med Bamse. Gustav kommer tillbaka från sjukhuset och Tanja blir orolig för Viktoria. |                   |               |
| "62 - 511" | 20 november 1996  | 2 106 000     |
| Mälarledens bygge invigs och Pamela skapar problem på Mimmiburger. Birgitta och Gustav planerar bröllop medan Katta tror att Bamse är otrogen.                                                     |                   |               |
| "63 - 512" | 27 november 1996  | 2 150 000     |
| Jojje och Verner försöker stoppa Mälarleden och Birgitta hoppas att Kaj vill viga henne och Gustav medan Viktoria är förkrossad.                                                                   |                   |               |

### Säsong 6
| Nr | Sändningsdatum   | Tittarsiffror |
| --- | ---------------- | ------------- |
| "64 - 601" | 29 januari 1997  | 2 110 000     |
| Kent kommer tillbaka till Gustavssons hem. Mimmi övertalar Reine att Jojje kan tänka sig jobba på Närköp medan Reine tar en lunchpaus.                                                               |                  |               |
| "65 - 602" | 5 februari 1997  | 1 906 000     |
| Kent börjar jobba på Närköp och försöker undvika Klimax. Pilla får problem med amningen medan Taggen är olyckligt kär. Bamse funderar på att sparka Agneta och Charles söker stöd hos Birgitta.      |                  |               |
| "66 - 603" | 12 februari 1997 | 2 041 000     |
| Pilla försöker åka hem från sjukhuset och Kent tar en promenad med River. Abby säger upp sig medan Gina och Lucinda får hjälp av Pamela.                                                             |                  |               |
| "67 - 604" | 19 februari 1997 | 2 137 000     |
| Gunvor bestämmer sig för att leta upp en gammal bekant, Ann-Sofie kommer tillbaka och Agneta får ett nytt jobb medan Viktoria träffar Clarence.                                                      |                  |               |
| "68 - 605" | 26 februari 1997 | 2 017 000     |
| Agneta har mycket att göra på sitt nya jobb och Jojje berättar för Charlie om Viktoria och Clarence. Kaj får reda på att Pilla har fått elchocker och Klimax vill inleda ett förhållande med Pamela. |                  |               |
| "69 - 606" | 5 mars 1997      | 1 931 000     |
| Ann-Sofie går på terapi på Klostergården medan Tanja blir berusad. Reine svimmar och Pilla mår dåligt och får inte åka till sjukhuset för Kaj.                                                       |                  |               |
| "70 - 607" | 12 mars 1997     | 1 826 000     |
| Reine hittar sin pappa och Ann-Sofie kommer hem från terapin. Tanja och Viktoria besöker en fotostudio medan Kassler försöker få fast Reine och försöker få hjälp av Lena.                           |                  |               |
| "71 - 608" | 19 mars 1997     | 1 845 000     |
| Pjotr kommer över på middag och Verner får veta vad Reine planerar för Tre Kronor. Pamela går med i Las Chicas, vilket inte uppskattas av Klimax och Moa ska döpas.                                  |                  |               |
| "72 - 609" | 26 mars 1997     | 1 893 000     |
| Charlie blir svartsjuk på Ann-Sofie medan Pilla blir paranoid och Kaj bestämmer sig för att hjälpa till.                                                                                             |                  |               |
| "73 - 610" | 2 april 1997     | 1 927 000     |
| Lena går in i väggen och Klimax och Abby går på möte med skivbolaget. Lindgrens blir desperata då de får reda på att Pilla försvunnit och familjen Gustavsson tror att Pjotr åkt till Ryssland.      |                  |               |
| "74 - 611" | 9 april 1997     | 1 967 000     |
| Las Chicas hämnas på Bulten och Erling medan Pilla inte vill veta av Kaj. Kaj medlar mellan Charlite och Ann-Sofie.                                                                                  |                  |               |
| "75 - 612" | 16 april 1997    | 1 875 000     |
| Ann-Sofie och Pilla har stora problem och Kent och Agneta kommer fram till ett viktigt beslut. Pamela försöker övertala Klimax.                                                                      |                  |               |

### Säsong 7
| Nr | Sändningsdatum    | Tittarsiffror |
| --- | ----------------- | ------------- |
| "76 - 701" | 24 september 1997 | 1 774 000     |
| Klas Korriander startar upp ett värstingprojekt där en familj som har hamnat lite snett i sin tillvaro får en chans att bo på Mälarviken. Familjen heter Karlsson-Persson. |                   |               |
| "77 - 702" | 1 oktober 1997    | 1 693 000     |
| "78 - 703" | 8 oktober 1997    | 1 709 000     |
| "79 - 704" | 15 oktober 1997   | 1 610 000     |
| "80 - 705" | 22 oktober 1997   | 1 689 000     |
| Kaj och Pilla åker hem till Viktorias begravning. Jojje och Charlie blir olyckliga över Viktorias död. Alva och Samuel upptäcker ett gemensamt intresse och Ulrika passar Lill-Klas. |                   |               |
| "81 - 706" | 29 oktober 1997   | 1 764 000     |
| Birgitta börjar jobba på Mälarvikens sjukhus. Jojje tror att Ann-Sofie åkt utomlands och börja söka efter henne. Familjen Karlsson-Persson försöker gömma undan stöldgods. |                   |               |
| "82 - 707" | 5 november 1997   | 1 709 000     |
| Alva upptäcker ett Ufo och Larrys faderskapsprov förändrar livet för Klas. Birgitta och Jackie får reda på vem som är Sten Frisk och de vet att han är farlig. |                   |               |
| "83 - 708" | 12 november 1997  | 1 708 000     |
| Birgitta får reda på att Klimax ska flytta till Linköping. Alva är yr efter festen hos Korianter och Kaj oroar sig för henne. Alva pratar om ljusfenomenet som hon upplevde för Samuel. |                   |               |
| "84 - 709" | 19 november 1997  | 1 752 000     |
| Klas får reda på svaret från faderskapstestet och ljuger om sin skadade näsa för familjen. Samuel övertygar Alva att hon har sett ett Ufo. |                   |               |
| "85 - 710" | 26 november 1997  | 1 586 000     |
| Klas presenterar sitt skatteplanering och Sussi försöker föra en diskussion med Pamela. En av konkurrenterna till Klas hoppar av. |                   |               |
| "86 - 711" | 3 december 1997   | 1 557 000     |
| Charlie tänker flytta hem igen och Jackie hoppas att Klas inte har höga förväntningar på valet. Tanja och Ulrika försöker få Alva att göra slut med Jojje. |                   |               |
| "87 - 712" | 10 december 1997  | 1 617 000     |
| Kaj, Pilla, Hugo och Moa flyttar till Rotterdam och Pamela får en ursäkt av Jackie. Janet anordnar fest och får oväntat besök av polisen. Samtidigt går Larry tillsammans med Charlie till platsen där han grävde ner Ann-Sofie Bärnsten, och då får även Charlie plötsligt ett oväntat besök vid vattentornet. |                   |               |

### Säsong 8
| Nr | Sändningsdatum   | Tittarsiffror |
| --- | ---------------- | ------------- |
| "88 - 801" | 11 februari 1998 | 1 616 000     |
| Birgitta och Jojje inleder en diskussion och Klas kommer tillbaka från Bryssel samtidigt som Taggen kommer hem.                                                       |                  |               |
| "89 - 802" | 18 februari 1998 | 1 754 000     |
| Polisen förhör Charlie och Birgitta och Taggen tror att Jojje gjort Alva med barn. Klas bokföring granskas av en journalist.                                          |                  |               |
| "90 - 803" | 25 februari 1998 | 1 809 000     |
| Charlie får besök av Jojje och Sussi får reda på att Pamelas operation är livsviktig. Ulrika blir intresserad av Taggen.                                              |                  |               |
| "91 - 804" | 4 mars 1998      | 1 627 000     |
| Eivor gör ett graviditetstest och Korianders och partikansliet drabbas av inbrott.                                                                                    |                  |               |
| "92 - 805" | 11 mars 1998     | 1 127 000     |
| Inbrotten utreds av Bengt Kassler och Ulrika försöker ta reda på om Taggen är intresserad av henne, samtidigt som Pamelas tillstånd blir allt mer kritiskt.           |                  |               |
| "93 - 806" | 18 mars 1998     | 1 717 000     |
| En taxichaufför kräver pengar av Birgitta för resan som Tommy och Clark gjort. Larry blir orolig över Norton samtidigt som Peo får fram Klas notor.                   |                  |               |
| "94 - 807" | 25 mars 1998     | 1 493 000     |
| Jackie funderar om hon kan lita på Klas och Norton blir förälskad i Gunvor samtidigt som Birgitta fyller år.                                                          |                  |               |
| "95 - 808" | 1 april 1998     | 1 587 000     |
| Eivor har bestämt sig för vad hon ska göra med barnet och berättar det för Klas. Birgitta är på akuten och hjälper en trafikskadad flicka.                            |                  |               |
| "96 - 809" | 8 april 1998     | 1 439 000     |
| I tidningen avslöjas det om Klas porrklubbsbesök i Bryssel. Birgitta och Ernst äter middag tillsammans samtidigt som Samuel gör Alva besviken.                        |                  |               |
| "97 - 810" | 15 april 1998    | 1 579 000     |
| Birgitta är deprimerad och Klas börjar blir orolig. Norton försöker flörta med Gunvor och Alva fattar ett viktigt beslut om barnet.                                   |                  |               |
| "98 - 811" | 22 april 1998    | 1 470 000     |
| Klas får stöd från partiet och Birgitta gör en hjälteinsats. Gunvor får ett ultimatum av Verner.                                                                      |                  |               |
| "99 - 812" | 29 april 1998    | 1 366 000     |
| Klas bestämmer sig för sin framtida politiska karriär. Taggen anordnar vernissage på Tre Kronor och Jojje ska resa till Peru medan Jackie blir upprörd över Birgitta. |                  |               |

### Säsong 9
| Nr | Sändningsdatum    | Tittarsiffror |
| --- | ----------------- | ------------- |
| "100 - 901" | 23 september 1998 | 1 411 000     |
| Shaisthe Khezrian börja på akuten och har problem hemma. Janet kommer hem med elektronisk fotboja och Klas hamnar på akuten.                                                                                                  |                   |               |
| "101 - 902" | 30 september 1998 | 1 482 000     |
| Larry försöker sysselsätta Janet och fixar ett jobb med Bengt. Pamela blir inte lycklig då Klas och Jackie försonas och Alva övertalas av Taggen att gå till polisen.                                                         |                   |               |
| "102 - 903" | 7 oktober 1998    | 1 565 000     |
| Janet avslutar sin första arbetsdag och flyktingen flyr från sjukhuset medan Jackie söker hjälp. Shasiste tar på sig skulden för flyktingens försvinnande.                                                                    |                   |               |
| "103 - 904" | 14 oktober 1998   | 1 299 000     |
| Janet avslutar sitt första arbetsdag och flyktingen flyr från sjukhuset medan Jackie söker hjälp. Shasista tar sig på skulden för flyktingens försvinnande.                                                                   |                   |               |
| "104 - 905" | 21 oktober 1998   | 1 543 000     |
| Kvällstidningarna får information från Sten och Eivor får besök av Klas på sjukhuset. Clark och Ulrika eftersöks av polisen medan Birgitta studerar hela tiden vilket upprör Ernst.                                           |                   |               |
| "105 - 906" | 28 oktober 1998   | 1 403 000     |
| Jackie vill skiljas från Klas medan Karlsson-Persson lovar att bli hederliga. Bengt blir misstänkt som våldtäktsman och får nobben på sitt frieri. Ernst ger att heligt löfte som han bryter direkt.                          |                   |               |
| "106 - 907" | 4 november 1998   | 1 407 000     |
| Jackie vill fortfarande skiljas och Klas får ingen kontakt med Ulrika som träffar Clark. Janet tar av sig fotbojan och Eivor åker på frälsarturné med Sten.                                                                   |                   |               |
| "107 - 908" | 11 november 1998  | 1 323 000     |
| Clark upptäcker att Jackie och Pamela umgås och sprider nyheten. Bengt äter lunch med Shaisteh och Asrin medan Abby får stora problem med Janet och ekonomin och Tanja hjälper honom genom att anordna en fest på Tre Kronor. |                   |               |
| "108 - 909" | 18 november 1998  | 1 498 000     |
| I Mälarviken går ett rykte att Jackie blivit lesbisk vilket inte uppskattas av Samuel som söker upp Alva. Alva reser till Indien och Karlsson-Persson ska flytta.                                                             |                   |               |
| "109 - 910" | 25 november 1998  | 1 466 000     |
| Jackie försöker få Ernst att sluta styra familjens liv. Karlsson-Perssons planer för pengarna har gått förlorade medan Pamela hjälper Jackie hos Korianders.                                                                  |                   |               |
| "110 - 911" | 2 december 1998   | 1 463 000     |
| Jackies sexuella läggning skapar problem på jobbet och Ernst vill få bort Pamela medan Clark kidnappar Ulrika. Larry och Janet försöker köpa ett hus och Klas får stora problem igen.                                         |                   |               |
| "111 - 912" | 9 december 1998   | 1 459 000     |
| Under julen förekommer Klas på löpsedlarna. Birgtta vill leva ensam och Farhad kommer ut ur fängelset samtidigt som Klas inte får fira julen med familjen.                                                                    |                   |               |

### Säsong 10
| Nr | Regissör        | Författare       | Sändningsdatum   | Tittarsiffror |
| --- | --------------- | ---------------- | ---------------- | ------------- |
| "112 - 1001" |                 |                  | 20 januari 1999  | 1 491 000     |
| Clark ligger medvetslös på Mälarvikens sjukhus. Sten och Framgångskyrkan kommer till Tre Kronor och Abby blir avskedad. Amit Ayobi kommer från Malmö och letar efter Astrin. Amir presenteras för Bengt.                                                                                           |                 |                  |                  |               |
| "113 - 1002" |                 |                  | 27 januari 1999  | 1 302 000     |
| Sten blir omtyckt bland ungdomarna och Abby får låna pengar av honom. Klas blir uteliggare och Larry försöker ta Taggens tavla. Asrin är fortfarande försvunnen och tar hjälp av Amir. |                 |                  |                  |               |
| "114 - 1003" |                 |                  | 3 februari 1999  | 1 353 000     |
| Mimmiburger städas upp efter branden och Sten startar företaget Hybrix. Klas blir nerslagen och Pamela vill skaffa barn men det vill inte Jackie. |                 |                  |                  |               |
| "115 - 1004" |                 |                  | 10 februari 1999 | 1 440 000     |
| Clark vaknar upp och Sten håller sina möten på Delin. Jackie och Pamela grälar och Bengt försöker förhöra Clark om våldtäktsförsöket. |                 |                  |                  |               |
| "116 - 1005" |                 |                  | 17 februari 1999 | 1 338 000     |
| Ulrika går med i Framgångskyrkan för att kunna vara nära Clark. Eivor börjar arbeta igen samt blir sedan straffad av Sten. Birgitta lämnar Ernst och Asrin hittas. |                 |                  |                  |               |
| "117 - 1006" |                 |                  | 24 februari 1999 | 1 146 000     |
| Janet tror att hon fått elallergi av fotbojan. Norton säljer Taggens tavla, Pamela kommer hem från att ha besökt Klimax och får veta att Jackie varit med Klas och ungdomarna gillrar en fälla för att sätta dit våldtäktsmannen.                                                                  |                 |                  |                  |               |
| "118 - 1007" |                 |                  | 3 mars 1999      | 1 492 000     |
| Larry börjar i Framgångskyrkan, Clark förlåter Ulrika och Bengt förhör Dr Roland. Clark lägger en bomb i Taggens brevlåda och Jackie misstänker att hon är gravid. |                 |                  |                  |               |
| "119 - 1008" |                 |                  | 10 mars 1999     | 1 519 000     |
| Clark försöker att värva sin bror till framgångskyrkan och Sten döper ungdomarna samt får veta vem som är pappa till Christer. Shaisteh har bestämt sig för att åka med till Iran vilket Bengt inte tycker om. Ernst låter Emma somna in.                                                          |                 |                  |                  |               |
| "120 - 1009" |                 |                  | 17 mars 1999     | 1 559 000     |
| Ungdomarna undrar varför de inte fått någon lön och det är Samuel som får prata med Sten. Eivor säger till Sten att hon vill skiljas, Shaisteh bestämmer sig för att stanna i Sverige och Bengt friar till henne. Taggen blir gripen.                                                              |                 |                  |                  |               |
| "121 - 1010" | Tomas Laustiola | Rikard Bergqvist | 24 mars 1999     | 1 640 000     |
| Ulrika och Tanja straffas, Taggen förhörs och Janet får veta resultaten av hennes tester. Sten vill att Clark ska straffa Janet efter att hon hotat honom och Jackie bestämmer sig för att behålla barnet. Gästskådespelare: Alexandra Mörner (Merete Mattsson) och Fredrik Ultvedt (Kurt Walter). |                 |                  |                  |               |
| "122 - 1011" | Tomas Laustiola |                  | 31 mars 1999     | 1 257 000     |
| Eivor lämnar Sten efter att ha blivit misshandlad igen. Tanja och Ulrika lämnar kyrkan och Larry och Janet ber Klas om hjälp med att sätta dit Sten. |                 |                  |                  |               |
| "123 - 1012" | Tomas Laustiola | Mikael Rundquist | 7 april 1999     | 1 843 000     |
| Bengt och Shaisteh gifter sig, Birgitta vill att Sten hjälper Ernst att bli frisk och tar med honom till församlingsmötet. Clark besöker Norton i fängelset och bestämmer sig att sluta i kyrkan. Sten spränger Tre kronor.                                                                        |                 |                  |                  |               |